# 장우석
장우석(張祐碩, 1977년 1월 9일 ~ )은 대한민국의 영화 감독이다. 미디어공작소°노림(www.facebook.com/norim)에서 공작원(film maker)으로 활동하고 있다. 2010년 4월 23일 '세계 책의 날' 문을 연, 대구 최초의 '복합문화공간 헌책방' 물레책방(www.mulae.net)의 대표이기도 하다.

## 학력
- 대구광역시 효신초등학교 졸업
- 대구광역시 청구중학교 졸업
- 대구광역시 영진고등학교 졸업
- 영남대학교 정치외교학과 졸업 (95학번)
- 경북산업정보전문학교 웹멀티미디어과정 수료 (3기)

## 이력
1977년 대구광역시에서 태어나(음력 1976년 11월 20일) 영남대학교 정치외교학과를 졸업한 후 경북산업정보전문학교 웹멀티미디어과정 3기를 수료했다.
2002년 지금은 사라진 독립영화제작단체 '제7예술'을 통해 알게 된 이동린 감독(독립영화제작소 '네오드라마 픽처스')이 연출한 단편영화 《북회귀선》(2002)에서는 녹음(보)을, 《나의 메멘토》(2003)에서는 조연출과 조연을 각각 맡았다.
2003년 단편영화 《네 골통이 어디로 가긴》을 통해 영화 감독으로 데뷔했다. 이후 다큐멘터리 《故 이재형 선생 가시는 길》(2005), 《이상(異像)한 사람들》(2008) 등 몇 편의 독립영화를 대구광역시에서 만들었다.
2005년 7월 25일부터 8월 7일까지 정신대할머니와함께하는시민모임, 평화통일대구시민연대, 국적포기필요없는나라만들기모임, 태평양전쟁희생자광주유족회가 공동으로 구성한 '동북아평화를 위한 한일공동 일본열도 도보행진단'과 함께 일본 오사카, 교토, 우토로, 후코야마, 히로시마 등 8개 도시를 걸으면서 동북아 평화와 일본의 역사교과서 왜곡을 규탄하는 일련의 과정을 영상으로 담았다.
2004년 대구 평화영화제를 시작으로 대구 5.18영화제, 앞산달빛 마을영화제, 영남대학교 북한영화제 등 여러 지역 영화제에서 프로그래머를 지냈다.
2010년부터 2012년까지 3년 동안 국가인권위원회가 주최하는 '인권작품 공모전'(www.humangongmo.kr) UCC부문 심사위원으로 위촉되어 활동했다.
2013년부터 현재까지 대구여성영화제 자문위원으로 위촉되어 활동하고 있다.
2003년 《OST-BOX》에 <영화 《하얀 비요일》 OST 리뷰>를, 2006년 《녹색평론》 87호(2006년 3~4월)에 <4.3 항쟁, 변방, 끝나지 않은 세월>을 각각 기고한 이후 《오마이뉴스》, 《대구신문》, 《이삭》 등 여러 매체에 지역과 문화에 관한 글을 써왔으며, 2014년 3월부터 현재까지 《영남일보》에 영화칼럼 <장우석의 電影雜感(전영잡감)>을 연재하고 있다.